# ボヤン・シャラノヴ
ボヤン・シャラノヴ（セルビア語: Бојан Шаранов, ラテン文字転写: Bojan Šaranov、1987年10月22日 - ）は、セルビアのサッカー選手。ポジションはゴールキーパー。

## 経歴
OFKベオグラード時代の2010-11シーズン、セルビア・スーペルリーガベストイレブンに選出されると、6月3日に韓国との親善試合でセルビア代表デビューを果たし、同月マッカビ・ハイファFCに移籍した。
2014年12月30日、エルゴテリスFCに移籍した。
2016年冬、パルチザン・ベオグラードに加入しセルビアに復帰したが、同年8月31日に退団した。
その後カラバフFKを経て、2017年9月、FKゼムンにフリー移籍で加入した。
2018年1月、FKラドニチュキ・ニシュに移籍した。